# Valmanya
Valmanya là một xã trong tỉnh Pyrénées-Orientales, vùng Occitanie phía nam nước Pháp. Xã Valmanya nằm ở khu vực có độ cao trung bình 901 mét trên mực nước biển.